# Rhynchodipterus
Rhynchodipterus — рід доісторичних дводишних риб, які жили в пізньому девоні. Знайдено один вид, Rhynchodipterus elginensis у східній Ґренландії й у Шотландії. Сестринськими до Rhynchodipterus родами є Fleurantia, Jarvikia, Soederberghia.